# Capellini

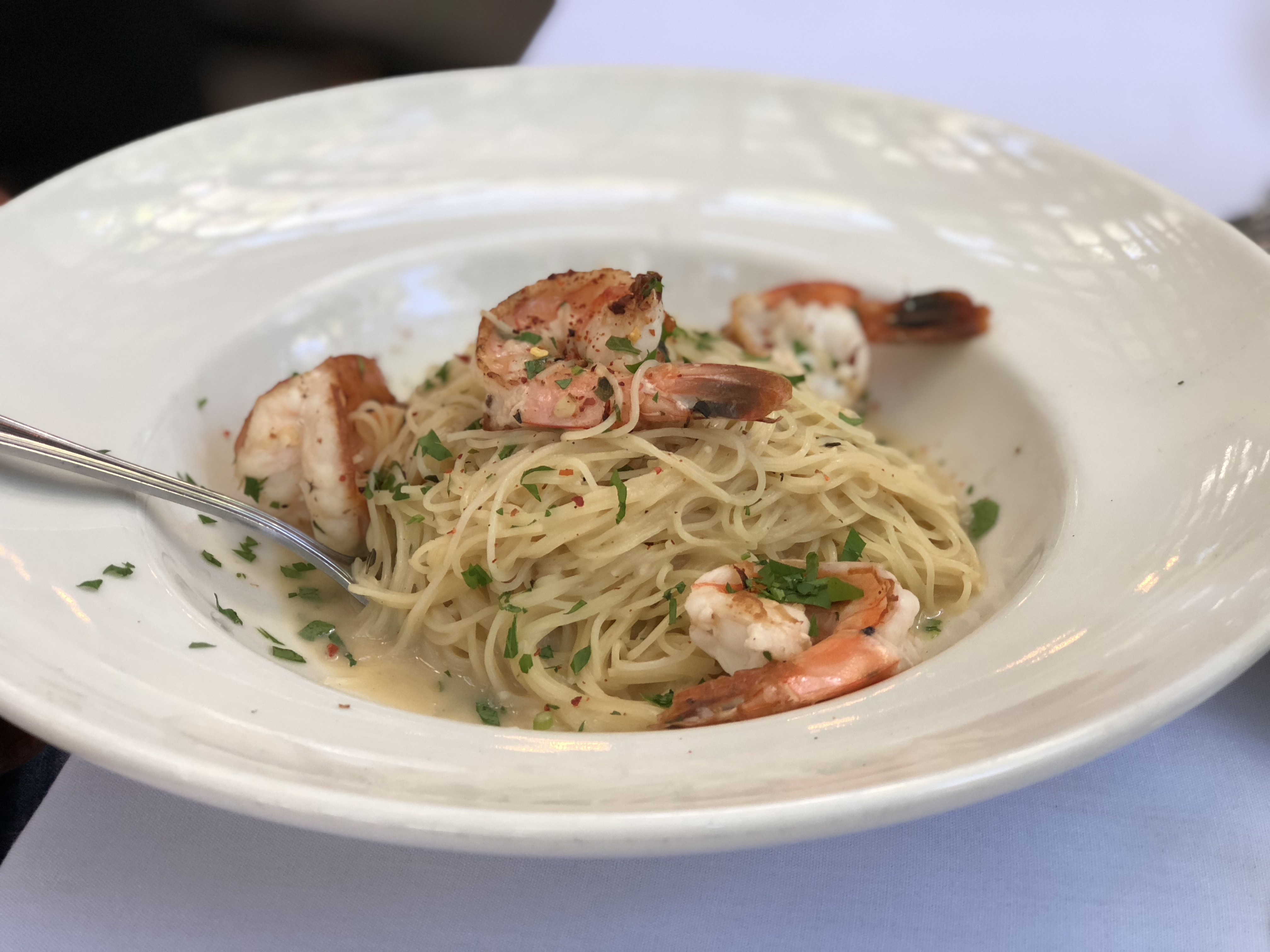
Zubereitete Capellini

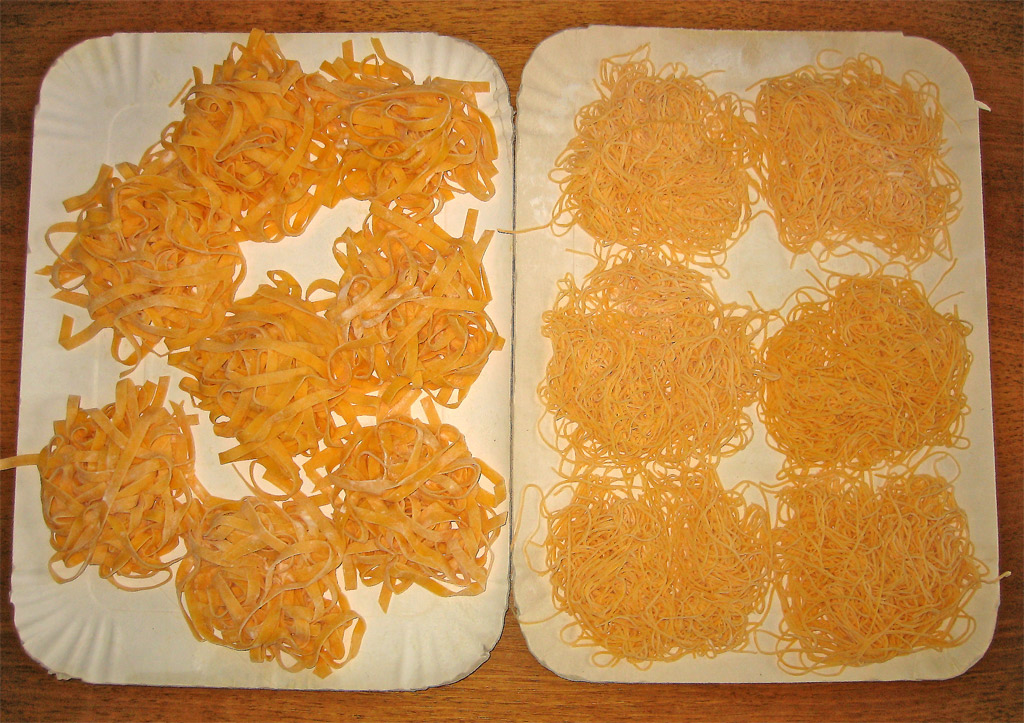
Capelli d'angelo (rechts)

Capellini sind eine italienische Pastasorte.
Die Capellini sind eine  mit zumeist 0,88 Millimeter Durchmesser extrem dünne, den Spaghetti ähnliche Pastaform aus der italienischen Küche. Sie sind nach den wenig bekannten und mit ihnen oft verwechselten Capelli d’angelo die dünnste Pastaform der italienischen Küche. Die Capellini bestehen aus Hartweizengrieß und sind trotz ihrer geringen Dicke kochfest und zählen mit drei Minuten Kochzeit zu den am schnellsten zu kochenden Nudeln. Man nutzt sie meist als Einlage in Brühe oder in Kombination mit sehr leichten Soßen. Der Name Capellini kommt aus dem Italienischen, wo er so viel wie ‚Härchen‘ bedeutet.

## Fideli
In der Schweiz werden kurz geschnittene Eierteigwaren der Dicke von Capellini Fideli genannt (Aussprache: Betonung auf dem ersten i und mit langem e).